# 必殺! THE HISSATSU
『必殺! THE HISSATSU』（ひっさつ! ザ ヒッサツ）は、1984年に公開された松竹株式会社・朝日放送・京都映画撮影所（現・松竹撮影所）の制作の映画である。監督は貞永方久。

## 解説
「必殺シリーズ」通算600回記念として製作された作品。『必殺仕事人IV』をベースに、シリーズの特色である殺しの様式美やバラエティ色などをバランスよく配分し、テレビシリーズの豪華拡大版といった趣きの強い作品である。
封切り当時の「テレビドラマの映画版は当たらない」というジンクスをはね除け、ヒットを記録。以後年一回のペースでシリーズ化されることになった。
1985年4月12日にテレビ放送され、24.9%の視聴率（ビデオリサーチ調べ）を記録した。

## あらすじ
江戸市中で六文銭を口に咥えた身元不明の死体が次々と見つかった。それらが仕事人の成れの果てだと見抜いた主水は仲間達に警告。おりくはことの次第を確かめるため江戸を離れ上州へと向かう。
そんななか、遊女お君が女郎屋の主・伝次殺しを加代に依頼してくるが、伝次に殺された愛猫の恨みを晴らしたいが為と分かり、主水達はその依頼を断る。
その夜、お君は偶然出会った朝之助に促され愛猫の通夜をするが、伝次の密談を聞いてしまい、伝次の放った手裏剣で命を落とす。
お君への憐憫の情から伝次を仕掛けに向かう秀であったが、そこへ蝶々を飛ばす仕事人が突然現れ、先に伝次を仕留めてしまう。
一方、主水の前にお葉という女が現れ、金儲けをちらつかせて六文銭一味に加わるよう主水を誘惑し、明日の祭で何かが起こることを予告する。
そして祭の日、柳橋のお甲を中心とする仕事人達が、主水達の目の前で奇妙な御輿を担ぐ黒衣の集団に次々と殺され、唯ひとり瓦職人の政が生き残る。
上州から戻ったおりくによって、一連の仕事人殺しの黒幕が庄兵衛という男であることが分かり、おりくらは庄兵衛に接触。しかし庄兵衛はおりくたちに、闇の世界から足を洗うか、江戸から立ち去るか、さもなくば六文銭を咥えて死ぬか、と選択を迫った。
庄兵衛との戦いに備えて、助っ人を探すおりくたち仕事人であったが…。

## 登場人物

### 仕事人
中村主水
演 - 藤田まこと
卑劣な手段を使う六文銭一味に憤慨。仲間たちと共に仕事を敢行するが…
飾り職人の秀
演 - 三田村邦彦
仲間たちが伝次殺しの依頼を断る中、愛猫を殺されたお君に同情して一人で伝次を狙い、その際に朝之助と遭遇、六文銭打倒の協力を求める。
何でも屋の加代
演 - 鮎川いずみ
六文銭一味との戦いのために助っ人の仕事人を探し続ける。本作では敵の一人を時計のからくりの仕掛けで手に掛けている。
西順之助
演 - ひかる一平
六文銭一味との戦いは命を落としかねない、と考えた主水によって仕事から外される。
三味線屋の勇次
演 - 中条きよし
決戦の際、三味線の糸だけで六文銭一味との戦いに参加。見事な戦いを披露した。
おりく
演 - 山田五十鈴
六文銭を咥えた死体の事件の真相を調べるために上州へ向かい、黒幕が庄兵衛であることを突き止める。

### その他
中村せん
演 - 菅井きん
六文銭一味の手先・お葉によって主水が殺し屋と吹き込まれ、動揺する。
中村りつ
演 - 白木万理
六文銭一味との戦いに向かう主水と、二人だけの時間を過ごす。
筆頭同心・田中
演 - 山内としお
主水が殺し屋と吹き込まれたせんに「ムコ殿が奉行所で変わったことはないか」と尋ねられるが、「相変わらず昼行灯」と返す。
お民
演 - 林佳子

### ゲスト

#### 六文銭
庄兵衛
演 - 石堂淑朗
六文銭一味の頭。かつておりくに師事していた仕事人。裏稼業にい過ぎた事で、感情が失われ冷酷非道となり果てており、裏稼業を独占する為に数多くの部下を率い、様々な手段を使って仕事人たちを始末しようと目論む。そっくりな顔の影武者を何人も用意しており、危機を乗り切るのが常套手段。
貞永監督は『必殺仕置人』第1話の闇の御前との関連を持たせるため、その演者の大滝秀治にオファーしたが、当時『特捜最前線』で刑事を演じていた大滝が悪役を引き受けることを断ったため、実現しなかった。
絵日傘のお葉
演 - 中井貴恵
庄兵衛の手先。素性など一切が謎に包まれた女性で、主水を陥れようと画策する。
後に劇場版2作目『必殺! ブラウン館の怪物たち』にも登場。
伝次
演 - 中田浩二
おきみが働かされていた出会い茶屋の主で庄兵衛の手下。うるさいというだけでおきみの愛猫を投げ殺した。その後、おきみの依頼を受けた朝之助に始末される。
牛鬼
演 - 大前均
庄兵衛の手下で僧侶の姿をした大男。槍を使う。

#### 仕事人
政 / およね
演 - 芦屋雁之助 / 研ナオコ
瓦屋の夫婦。政は元仕事人。六文銭一味が次々と仕事人を始末していることを恐れて外出を控えていたが、祭りが大好きな政は祭り囃子に我慢出来ず外へ飛び出してしまい、六文銭一味に襲撃される。しかし一命を取り留め、順之助の手当てを受けて、六文銭一味との戦いに夫婦で参加。矢が急所に当たって瀕死になりながらも政は抗戦するものの、牛鬼の槍にかなわず政が絶命し、およねも思わずかけつけたことで共々絶命する。
鎖筒の時次郎
演 - 草野大悟
おりくがかつて組んでいた仕事人。強度のアルコール中毒で、仕事の前日、弟分の石亀とともに赴いた酒場で酔客といざこざを起こし、殺されてしまう。
胆臓潰しの石亀
演 - 斎藤清六
時次郎の弟分。時次郎が喧嘩で殺された際、頼み金20両を持ち逃げしていった。後に『必殺仕事人V』8話で再登場する。
霞の半吉
演 - 赤塚不二夫
仕事人。六文銭一味に目を付けられ殺されてしまう。殺し技を解説するシーンでは、演じる赤塚不二夫による漫画が使用され、『おそ松くん』の登場人物も登場した。
キツツキの吾平
演 - たこ八郎
中国帰りの仕事人。耳かき屋を営んでおり、裏仕事では耳かきの中に仕込んだ針で一気に35人も殺して来た男だと加代から紹介されるが、あくまで耳かき中に行った殺しの為、戦闘には不向きだと主水に却下されるが、その事で素性を知った六文銭一味に目を付けられ殺され中村邸に遺体が放置される。
柳橋のお甲
演 - 朝丘雪路
芸者。政夫婦がいた仕事人チームの元締。六文銭一味の脅しで新吉が命を落とした事で、自宅で籠城していたが、山王祭の日に六文銭一味の大神輿に家を破壊されて侵入されて絶命する。
髪結いの新吉
演 - 美里英二
お甲チームの仕事人。六文銭一味の脅しにチームを集めて忍んでいたが、先回りされて命を落とし、チームの前で遺体を宙づりにされる。
太鼓持ちの善好
演 - 橋本功
お甲チームの仕事人。山王祭の日に六文銭一味の大神輿に連れ去られて殺される。
此竹朝之助（蝶々の朝吉）
演 - 片岡孝夫（現・十五代目仁左衛門）
江戸で人気の高い人形遣い。極度のギャンブル依存症で丁半博打に入れ込んでいる。主水たちの断ったお君の頼みを受け入れて伝次殺しを敢行した。秀に六文銭一味打倒のための協力を要請され、最初は断るが、最終的には戦いに参加する。
脚本段階では人形浄瑠璃の朝之助と仕事人の朝吉は「双子」という設定だったという。

#### その他
お君
演 - 浜田朱里
遊女。加代に雇い主・伝次の殺しを10両で依頼するが、その理由が「愛猫が殺された」というものであったために断られる。その後、朝之助と出会って依頼を受けてもらえたが、六文銭一味のつなぎの現場に遭遇した直後に死亡した。
仙太
演 - 火野正平
出会い茶屋の若い衆（わかいし）。
酒場の客
演 - 柳沢慎吾
酔い潰れながら大声で愚痴をこぼしてた所を隣に座ってた時次郎に煩がられ、ぶん殴られてしまい、その腹いせに…。
他
演 - 大下哲矢、友金敏雄、北村晃一、高品正宏、杉欣也、加藤大樹、井上ユカリ、北見唯一 ほか

## 技
中村主水
『必殺仕事人IV』を参照。
秀
『必殺仕事人IV』を参照。
勇次
『必殺仕事人IV』を参照。
加代、西順之助
順之助が製造した火炎瓶を加代が投擲する。順之助はお民の世話をするため出陣せず。
おりく
『必殺仕事人IV』を参照。
政、およね
およねが瓦を要所に配置、政に投げ渡し、政が瓦をブーメランのように敵へ向かって投げる。
時次郎
鎖分銅。
石亀
豪脚で土に潜り、敵の至近距離まで近づいて肝臓・胆嚢を握りつぶす（おりくたちにデモンストレーションで技を披露した時はかぼちゃを握りつぶした）。
しかし、時次郎が酔っ払いと喧嘩の末、刺殺された事で怖くなって逃げてしまった。
半吉
調教した啄木鳥の嘴にトリカブトの毒を塗り、標的を突かせて殺害する。
ただし、調教した啄木鳥が死んでしまい、調教に半年掛かるので待ってくれと言って脱落する。
吾平
耳かきに仕組んだ針。
朝吉
扇子に鋭い長めの刃を仕込み、蝶の形に切った白い紙吹雪の舞う中、華麗な足捌きをしながら、急所を一刺し、または喉を掻き切る技を用いる。

## スタッフ
- 監督 - 貞永方久
- 製作 - 山内久司（朝日放送）・櫻井洋三、野村芳樹（松竹）
- 脚本 - 野上龍雄、吉田剛
- 撮影 - 石原興
- 照明 - 中島利夫
- 美術 - 芳野尹孝
- 編集 - 園井弘一
- 音楽 - 平尾昌晃
- 助監督 - 津島勝、都築一興
- 人形指導 - 吉田簑助
- 義太夫 - 豊竹咲太夫、鶴澤清介、鶴澤八介
- 鳴物 - 望月太明蔵社中

## 主題歌
（オープニングで「荒野の果てに」の歌とインストルメンタルを合わせたバージョンを使用）
エンディング
- 鮎川いずみ「花の涙」（CBSソニー（現・ソニー・ミュージックレコーズ））

作詞：中西冬樹、作曲：平尾昌晃、編曲：竜崎孝路
『必殺仕事人IV』の主題歌。

## 受賞
- 第8回日本アカデミー賞 最優秀助演女優賞 - 菅井きん